# Odontopyge delitescens
Odontopyge delitescens är en mångfotingart som beskrevs av Carl Graf Attems 1935. Odontopyge delitescens ingår i släktet Odontopyge och familjen Odontopygidae. Inga underarter finns listade i Catalogue of Life.